# Unge Andersen
Unge Andersen  (Brasil: O Jovem Andersen ) é um telefilme dinamarquês de 2005 dirigido por Rumle Hammerich, que coescreveu o roteiro com o sueco Ulf Stark. Foi produzido pela Nordisk Film e financiado pelas emissoras SVT e NRK.

## Enredo
O enredo retrata a juventude do escritor Hans Christian Andersen, quando ainda tentava ter êxito em Copenhague como cantor, bailarino e ator. Aos 17 anos o jovem Andersen consegue ingressar no prestigiado Colégio Interno de Meisling, fora de Copenhague. Um diretor do Teatro Real que havia lido uma peça sua e identificado nele um grande talento, procurou o rei Frederik VI que - igualmente impressionado com o talento precoce - concedeu ao jovem autor uma bolsa de estudos na escola. Educado sob disciplina severa, o jovem descobre seu dom para a literatura infantil e encanta o mundo com suas, até hoje, populares histórias.

## Elenco
- Simon Dahl Thaulow ... H.C. Andersen
- Peter Steen ... Gamle H.C. Andersen
- Stine Fischer Christensen ... Sofie
- Annemarie Malle Klixbüll ... enfermeira
- Søren Bertelsen ... açougueiro
- Søren Frank ... Servo de Wulff
- Niels Hinrichsen ... coronel Guldberg
- Tuva Novotny ... Henriette Wulff
- Steen Stig Lommer ... Oehlenschläger
- Peter Hesse Overgaard ... Rahbek
- Troels II Munk ... Olsen
- Lars Brygmann ... Jonas Collin
- Gert Vindahl ... almirante Wulff
- Nina Reventlow ... Fru Wulff
- Mikkel Rosenberg ... Kusk

## Principais prêmios
| Ano  | Premiação                            | Categoria                           | resultado |
| ---- | ------------------------------------ | ----------------------------------- | --------- |
| 2005 | Emmy Internacional                   | Melhor filme para TV ou minissérie. | Venceu    |
| 2005 | Robert Festival                      | Melhor Figurino                     | Venceu    |
| 2005 | Robert Festival                      | Melhor Maquiagem                    | Indicado  |
| 2006 | Shanghai International Film Festival | Melhor Direção (Rumle Hammerich)    | Venceu    |
| 2006 | Shanghai International Film Festival | Melhor Figurino                     | Venceu    |
| 2006 | Shanghai International Film Festival | Melhor Filme                        | Indicado  |